# Юкспоррлак
Юкспоррлак — государственный ботанический видоохранный памятник природы на территории Кировского городского округа Мурманской области. Имеет научное значение.

## География
Расположен в центральной части Кольского полуострова в центральной части горного массива Хибины в 8,5 километрах к северо-востоку от города Кировска между истоками ручьёв Юкспоррйок и Вуоннемйок в окрестностях одноимённого перевала. Адрес памятника — Мурманская область, территория, подчинённая городу Кировску, Кировский лесхоз, квартал 91. Общая площадь — 3 гектара.
Памятник природы занимает само ущелье, русла и берега истоков вышеупомянутых ручьёв и прилегающих к ущелью и к руслам склонов гор Юкспорр и Расвумчорр. Перепад высот на территории памятника составляет около 330 метров (от 460 до 790 метров нум).

## Растительность
Уникальность памятника природы «Юкспоррлак» заключается в видовом разнообразии произрастающих здесь растений, среди которых целый ряд редких и охраняемых видов. В частности, только представителей печёночных мхов встречается здесь около трети всей флоры Хибин, а листостебельных мхов — порядка 30 видов. Также тут встречается 56 видов лишайников, из которых 4 вида относятся к редким и нуждающимся в охране видам, 18 видов сосудистых растений, занесённых в Красную книгу Восточной Фенноскандии и 27 видов — подлежащих охране на территории Мурманской области. Большая часть земель памятника покрыта тундровой растительностью.
К основным объектам охраны относятся: энкалипта коротконожковая (Encalypta brevipes) — кроме Хибин встречается только в Канаде, лютик серножёлтый (Ranunculus sulphureus), беквичия ледниковая (Beckwithia glacialis), эндемик Мурманской области и Норвегии — мак лапландский (Papaver lapponicum), горечавка снежная (Gentiana nivalis) и эндемик Фенноскандии — арника фенноскандская (Arnica fennoscandica).
Кроме того, к занесённым в Красную книгу Мурманской области, встречающимся в Юкспоррлаке видам растений относятся: из лишайников — тритомария почти-вырезанная (Tritomaria exsectiformis), псора красноватая (Psora rubiformis), стереокаулон арктический — (Stereocaulon arcticum) и стереокаулон лопаточконосный (Stereocaulon spathuliferum), из мхов — энкалипта альпийская (Encalypta alpina), бриум красноватый (Bryum rutilans), брахитециум доврефьелльский (Brachythecium dovrense), циррифиллум усастый (Cirriphyllum cirrhosum), ортотециум золотистый (Orthothecium chryseon), барбула полудюймовая (Barbula unguiculata), тэйлория сплахновидная (Tayloria splachnoides) и вейсия виммеровская (Виммера) (Weisia wimmeriana), из папоротниковых — многорядник копьевидный (Polystichum lonchitis), гроздовник северный (Botrychium boreale), и гроздовник полулунный (Воtrychium lunaria), из цветковых — мелколепестник северный (Erigeron borealis), осока ледниковая (Carex glacialis), кассиопея четырехгранная (Cassiope tetragona), вероника кустящаяся (Veronica fruticans), одуванчик подражающий (Taraxacum simulum), крупка фладницийская (Draba fladnizensis), мятлик сизый (Poa glauca), смолёвка бесстебельная (Silene acaulis), гвоздика пышная (Dianthus superbus), камнеломка жестколистная (Saxifraga aizoides), камнеломка поникающая (Saxifraga cernua), камнеломка тонкая (Saxifraga tenuis), камнеломка супротивнолистная (Saxifraga oppositifolia), дриада восьмилепестная (Dryas octopetala), дриада точечная (Dryas punctata), фиалка горная (Viola montana), гарриманелла моховидная (Harrimanella hypnoides), диапенсия лапландская (Diapensia lapponica), сердечник маргаритколистный (Cardamine bellidifolia) и незабудка стелющаяся (Myosotis decumbens).

## Современное состояние
Статус памятника природы получен 24 декабря 1980 года решением № 537 исполкома Мурманского областного Совета народных депутатов. Ответственные за контроль и охрану памятника — Дирекция государственных особо охраняемых природных территорий регионального значения Мурманской области и Комитет природопользования и Экологии Мурманской области. На подохранной территории запрещены: рубка леса, любые производственные работы, устройство мест отдыха и любые действия, ведущие к загрязнению памятника природы.
Последнее крупное научное обследование на территории памятника было совершено в августе 2003 года сотрудниками ПАБСИ КолНЦ РАН В. Н. Андреевой (кандидат биологических начк), И. Н. Урбанавичене (кандидат географических наук), Г. П. Урбанавичюс и инженером А. Н. Савченко. В ходе их работ помимо всего прочего было выявлено: резкое сокращение популяции вероники кустящейся из-за естественного зарастания осыпи, сокращение популяции арники фенноскандской вследствие вытаптывания мест её произрастания туристами, общая стабильность и самодостаточность других видов осталась прежней.
Ботанический памятник природы «Юкспоррлак» является одним из самых доступных для туристов ООПТ области. Из находящегося всего в 8,5 километрах к юго-западу города Кировска непосредственно через ущелье ведёт широкая неасфальтированная грузоавтомобильная дорога Кировск-карьер Коашвенский, пролегающая вдоль берегов ручьёв Юкспоррйок и Вуоннемйок. Климат в районе памятника — типичный высокогорный с тёплой продолжительной зимой и коротким холодным летом. Годовая сумма осадков — 900 мм.

## Дополнительные источники
- Лист карты Q-36-III,IV Апатиты. Масштаб: 1 : 200 000. Указать дату выпуска/состояния местности.
- Лист карты Q-36-19,20 Апатиты. Масштаб: 1 : 100 000. Состояние местности на 1981 год. Издание 1986 г.
- Лист карты Q-36-8-В,Г бар. Куэльпорр. Масштаб: 1 : 50 000. Состояние местности на 1988 год. Издание 1990 г.
- Лист карты Q-36-20-А,Б Кировск. Масштаб: 1 : 50 000. Состояние местности на 1988 год. Издание 1991 г.